# Кавахара Кейґа
Кавахара Кейґа (*川原慶賀, 1786 — бл. 1860) — японський художник кінця періоду Едо. Відомий також як Таґуті Такумі. Став першим японським художником, чиї роботи виявилися широко відомими в Європі.

## Життєпис
Походив з мистецької родини. Син художника Кавахара Кьодзана. Народився 1786 року у м.Нагасакі. З самого раннього дитинства навчався живопису
у батька, який володів родинною майстернею з ксилографічного друку нагасаки-е — «нагасакських малюнків». Давши синові базові навички в техніці живопису і гравюри, батько влаштував його в студію свого близького друга, відомого в Нагасаки живописця Ісідзака Юйсі, який був членом привілейованої гільдії кара-е мекікі (мали право оцінювати імпортовані твори живопису, а також замальовувати всі товари, які надходили з голландської факторії в Дедзіма).
Покровительство Ісідзака дозволило молодому живописцю отримати в 1811 році офіційне призначення на Дезіму художником (Дедзіма де-ірі-есі — художник, що допущено на Дедзіма), що давало йому право вільно відвідувати факторію, спілкуватися з голландцями і знайомитися з європейською живописом. У цей період свого життя Кавахара був відомий під ім'ям Тойоске. Помітивши старанність художника, реалістичність його стилю, комунікабельність і бажання вивчати західний живопис, голландці стали залучати його до співпраці.
У 1826 році завдяки Філіпу фон Зібольду художник увійшов до голландського посольства до сьогуна Токуґава Іенарі. В Едо Кавахара познайомився з творами Кацусіка Хокусая, а також познайомився з видатним вченим і дослідником Курил і Сахаліну Могамі Токунаї.
Співпраця з голландцями тривала до 1828 року, коли Філіпа фон Зібольда було звинувачено у шпигунстві, спробі вивезти копію мапу Такахасі Кагеясу. Під підозрою опинився і Кавахара, якого на деякий час арештували, а потім виключили з гільдії кара-е мекікі.
У 1842 році художника знову піддано покаранню за порушення заборони зображувати урядові та військові об'єкти: на одному зі своїх пейзажів з видом Нагасакську бухту він з властивим йому реалізмом зобразив військові човни з гербами родів Набесіма і Хосокава, які охороняли затоку. За це художник на кілька років позбувся офіційної посади і був вигнаний з Нагасаки, провівши до цього 1 місяць у в'язниці.
Коли Кейґо повернувся до міста після заслання, точно не відомо, але точно працював з середини 1840-х років. Він продовжив свою творчу кар'єру, змінивши творчий псевдонім з Тойоске на Тагути Танемі. У 1853 році брав участь в якості художника-документаліста в прийомі місії російського віце-адмірала Є. В. Путятіна до Нагасаки.
Остання згадка про Кавахара Кейго відноситься до 1860 року, коли у віці 75 років він написав портрет пані Нагасіма Кіку, що зберігається тепер в Музеї історії та культури Нагасаки. Намагався продовжити стиль Кавахари його син Тагуті Рококу.

## Творчість
Творча спадщина Кавахара Кейґо становить кілька тисяч робіт, що тепер зберігаються в Японії (Музей історії та культури Нагасакі, Меморіальний музей Зібольда, Музей Курофуне, Музей міста Кобе, Музей міста Ітіносекі, Музей Токійського національного університету витончених мистецтв і музики, Художній музей Хірано Масакіті тощо), Нідерландах (Лейденський національний етнологічний музей, Національний музей природної історії, Державний
гербарій Лейденського університету, Міський архів Амстердама, Морський музей в Роттердамі тощо), Великої Британії (Британський музей), Німеччини
(Баварський національний етнологічний музей в Мюнхені), Росії (Ермітаж, Бібліотека Ботанічного інституту Академії наук), чимало робіт знаходиться в приватних колекціях.
Художник вельми реалістично, з фотографічною точністю передавав особливості зображуваних об'єктів, звертаючи увагу на найдрібніші деталі. Картини
Кавахара виходять за рамки власне ілюстрацій. У них присутній дух епохи, настрій автора і його ставлення до зображуваного, нерідко з елементами гумору або навіть сарказму. В цілому його стиль був надзвичайно індивідуальний: йому вдавалося поєднувати принципи, характерні для традиційного японського живопису ямато-е з техніками західного живопису і з «декоративним реалізмом» китайської школи.
На творчу манеру Кавахара Кейґо в значній мірі вплинув ботанічний художник Карл Губерт де Вілленойве. Співпраця з останнім дозволило Кавахара значно розвинути і урізноманітнити свій художній талант, а в ботанічному живопису досягти майстерності світового рівня.
Першим його замовником був капітан факторії Ян Кок Бломгофф. Найбільше замовлень Кавахара отримував від Філіпа Франца Балтазара фон Зібольда, який жив на Дезіма в 1823—1829 роках і доручає йому замальовувати буквально всі аспекти життя японців, пейзажі Японії, японську флору і фауну. Величезну кількість картин і замальовок Кавахара (охоплювала ботанічну серію (квіти і рослини), етнографічну, зоологічну (японські ссавці, птахи, плазуни, комахи, морська фауна), пейзажі («фукейдзу») і портрети («нісе-е») Філіп фон Зибольд використовував згодом в якості ілюстрацій для своїх книг про флору і фауну Японії.
У 1820-х роках створює серію робіт, присвячених звичаям й побуту народу айна.
На замовлення Зібольда Кавахара Кейго створив серію портретів сьогуна Іенарі і однієї з його конкубіни, Могамі Токунаї, чиновників бакуфу, історичних діячів Японії, а також представників різних верств японського суспільства. Його портрети, як і зображення людей, відрізняються своєрідним психологізмом. Він майстерно передає характер персонажів, їхній емоційний стан і почуття, нерідко заховані під офіційним виразом обличчя.
Створив серію портретів Філіпа фон Зібольда, деякі з них досить саркастичні шаржі, його японської конкубіни Отака і дочки Оіне. Відомі й портретні зображення інших офіцерів факторії на Дезіма, зокрема Гендріка Дьофа, капітана факторії в 1803—1817 роках, Яна Кока Бломгоффа, його дружини Тіції Бергсма, їх сина Йоганна і його годувальниці Петронели Мюнц. Деякі з цих портретних зображень примітні тим, що художник «підловив» своїх персонажів
в досить специфічні моменти, які для європейців здавалися не цілком доречними для зображення, наприклад, доволі натуралістично показані сцени хірургічних операцій, які проводив Зібольд, а також гумористично зображені еротичні сцени за участю голландців.
Протягом 1840-х років створював пейзажі, портрети, картини в стилі укійо-е, книжкові ілюстрації. У 1846 році брав участь в розписі дерев'яних стельових панелей головного залу храму Вакамісакі Каннондзі (м. Нагасаки). Збереглося близько 150 панелей за його підписом.
У 1853 році написав сувій емакі «Оросія сейгі сясін кагамі» («Істинне зерцало візиту росіян до Японії», де документально зафіксовані різні етапи переговорів і їх учасники між російською та японськими сторонами.